# فريدريك فولتون
فريدريك فولتون (1 يونيو 1859 في الهند - 3 أغسطس 1923) (بالإنجليزية: Frederick Fulton)‏ هو لاعب كريكت نيوزلندي. لعب مع فريق أوتاغو للكريكت ‏.

## وصلات خارجية
- فريدريك فولتون على موقع إي آس بي آن كريك إنفو (الإنجليزية)